# Luoyuan, Guangdong
Luoyuan (kinesiska: 罗源) är en köping i sydöstra Kina. Den ligger i Sihui i staden Zhaoqing i provinsen Guangdong, omkring 72 kilometer nordväst om provinshuvudstaden Guangzhou. Antalet invånare är 5 945. Befolkningen består av 2 882 kvinnor och 3 063 män. Barn under 15 år utgör 14,0 %, vuxna 15-64 år 67 %, och äldre över 65 år 17,0 %.